# Anemina
Anemina је род слатководних шкољки из породице Unionidae, речне шкољке.

## Врсте
Врсте у оквиру рода Anemina:
- Anemina angula (Tchang, Li & Liu, 1965)
- Anemina arcaeformis (Heude, 1877)
- Anemina euscaphys (Heude, 1879)
- Anemina fluminea (Heude, 1877)
- Anemina globosula (Heude, 1878)